# Автомагістраль М10 (Росія)
Автомагістраль М10 або Автомагістраль Росія — магістральна автомобільна дорога федерального значення «Росія» Москва — Твер — Великий Новгород — Санкт-Петербург. Прямує територією Московської, Тверської, Новгородської і Ленінградської областей, окремих ділянок Москви й Санкт-Петербурга.

## Маршрут
Автодорога починається на перетині Ленінградського шосе міста Москви і МКАДу. 

## Населенні пункти

### Автомагістраль «Росія» М10 (Е105)
0 км – Москва
Московська область
17 км – перетин з МКАД
18 км – Хімки
29 км – Кирилловка, відгалуження на аеропорт Москва-Шереметьєво
37 км – Зеленоград
45 км – Перетин з Малим Московським Кільцем (A107)
61 км – Солнечногорськ
83 км – Клин, перетин з Великим Московським Кільцем (А108)
Тверська область
119 км – відгалуження на Конаково
127 км – Старе Мєлково
172 км – Твер, відгалуження на A112
200 км – Мідне
233 км – Торжок, відгалуження на A111
296 км – Вишній Волочек
338 км – відгалуження на Бологе
Новгородська область
374 км – Валдай
394 км – Яжелбиці
428 км – Крестці
510 км – Великий Новгород
547 км – Спаська Полисть
567 км – Чудово
Ленінградська область
602 км – Любань
645 км – Тосно, перетин з A120
690 км – Перетин з Петербурзькою кільцевою автодорогою (KAD, A118)
706 км – Санкт-Петербург

## Ресурси Інтернету
- Трасса М10 [Архівовано 13 березня 2016 у Wayback Machine.] на сервисе Яндекс.Панорамы
- М10 «Россия» и «Скандинавия»\\"Вольная энциклопедия" [Архівовано 18 квітня 2015 у Wayback Machine.]
- Легенда трассы М10 Москва — Санкт-Петербург 2012 г. (повний опис дороги) [Архівовано 8 липня 2014 у Wayback Machine.]
- ФГУ «Севзапуправтодор»
- М-10: все камеры трассы